# Metalimnobia triphaea
Metalimnobia triphaea är en tvåvingeart som först beskrevs av Alexander 1954.  Metalimnobia triphaea ingår i släktet Metalimnobia och familjen småharkrankar. Inga underarter finns listade i Catalogue of Life.